# Sự kiện UFO Căn cứ Không quân Kirtland
Sự kiện UFO Căn cứ Không quân Kirtland là vụ chứng kiến vật thể bay không xác định (UFO) xảy ra tại Căn cứ Không quân Kirtland ở thành phố Albuquerque, New Mexico nước Mỹ vào cuối năm 1957. Không quân Mỹ đành phải đưa ra kết luận là do các nhân chứng này nhìn nhầm một chiếc máy bay thông thường đang bay ngang qua khu căn cứ này.

## Diễn biến vụ việc
Vụ việc diễn ra khoảng 22 giờ 45 phút MST ngày 4 tháng 11 năm 1957 khi hai nhân viên điều khiển tháp không lưu của Cục Hàng không Dân dụng làm việc tại Căn cứ không quân Kirtland là R. M. Kaser và E. G. Brink bất chợt nhận thấy một luồng sáng trắng đi về phía đông vọt qua sân bay. Ánh sáng này xuất hiện theo đội hình và đoạn liên lạc ngắn qua radar được xác nhận trước khi cả hai kịp nhìn thấy một vật thể lạ tối đen lao xuống dốc ở cuối Đường băng số 26. Vật thể này tiến qua sân bay với tốc độ vừa phải và độ cao vài chục feet; qua ống nhòm, nó có vẻ cao khoảng 15–20 feet, thuôn dài theo chiều thẳng đứng và có hình dạng quả trứng, với luồng sáng trắng duy nhất nằm ở dưới đáy. Vật thể lạ tiếp cận cách tòa tháp trong vòng 3000 feet trước khi lơ lửng trong khoảng thời gian lên đến một phút; sau đó nó di chuyển về phía đông đến ranh giới căn cứ trước khi đột ngột vọt lên với tốc độ cao vào vùng trời tối sầm.
Đúng lúc này, Kaser và Brink bèn gọi điện cho đơn vị Kiểm soát Tiếp cận Radar Albuquerque và được họ xác nhận có một mục tiêu đang di chuyển về phía đông trong khu vực dự kiến. Nó quay về hướng Nam, di chuyển (theo Kaser) với tốc độ rất cao, trước khi xoay quanh khu vực lân cận thuộc Trạm Dải Tần số thấp Albuquerque trong vài phút. Sau đó, mục tiêu di chuyển ngược về phía bắc theo hướng Kirtland, bay lơ lửng trên điểm đánh dấu bên ngoài phía nam của đường băng chính bắc–nam. Cuối cùng vật thể lạ vọt lên vị trí phía sau một chiếc C-46 đang rời khỏi căn cứ được nửa dặm đường và bám theo chừng 14 dặm trước khi lại bay lượn trên điểm đánh dấu bên ngoài và biến mất tăm hơi. Tổng thời gian liên lạc với radar kéo dài khoảng 20 phút.
Vụ chứng kiến này được phía Không quân tiến hành điều tra gần như ngay lập tức cho Dự án Blue Book. Tiến sĩ James E. McDonald, một nhà vật lý khí quyển và nhà nghiên cứu UFO nổi tiếng đã theo dõi và phỏng vấn các nhân chứng một lần nữa vào cuối thập niên 1960, có bổ sung thêm chi tiết vụ việc (phần lớn tài liệu này đều dựa trên lời mô tả của McDonald).

## Không quân điều tra
Vài ngày sau, các nhân chứng được một viên Đại úy Shere đến từ Căn cứ không quân Ent mời phỏng vấn. Shere cho biết theo ý kiến của ông thì cả hai nhân viên kiểm soát không lưu - vốn được xác định là những người hoàn toàn đáng tin cậy, có năng lực và hơi lúng túng trong báo cáo của họ - đã thực sự nhìn thấy điều gì đó, vật thể này không thể hiện bất kỳ khả năng hoạt động nào ngoài những gì được mong đợi của một chiếc máy bay tư nhân thông thường, và vì không có lời giải thích rõ ràng nào khác, họ kết luận rằng rất có thể họ đã nhìn thấy một chiếc máy bay như vậy. Người ta ghi nhận rằng các phản hồi của radar giống hệt như của một máy bay nhỏ, củng cố quan điểm này. Shere phỏng đoán rằng phi công của chiếc máy bay đã cố gắng hạ cánh nhầm xuống Kirtland trước khi nhận ra lỗi của mình và vội vã rời đi, sau khi thực hiện một cú rẽ có thể đã bị các công trình trong khu căn cứ này che khuất một phần. Vụ việc được đưa ra với kết luận là "Có khả năng là một chiếc Máy bay".
Lời giải thích này còn được sử dụng trong bản báo cáo cuối cùng của Ủy ban Condon viết về UFO, trong đó họ thống nhất với bên Không quân rằng "một chiếc máy bay tư nhân nhỏ, mạnh, bay không theo đúng bản kế hoạch bay, [...] đâm ra bối rối và cố gắng hạ cánh xuống nhầm sân bay này".

## Trường hợp phát sinh
Sự kiện Kirtland diễn ra trong bối cảnh "làn sóng" UFO làm bùng nổ cơn hoảng loạn của dân chúng trên khắp các bang miền nam nước Mỹ vào đầu tháng 11 năm 1957. Làn sóng này còn bao gồm vụ chứng kiến UFO ở Levelland, diễn ra hai ngày trước đó và một trường hợp tương tự tại Orogrande, New Mexico vào ngày 4 tháng 11 cùng năm. Những trường hợp khác có lẽ xảy ra vào năm 1980 và được ghi nhận như trong nguồn tài liệu công bố theo Đạo luật Tự do Thông tin. Những tài liệu này (thường gọi là Tài liệu Kirtland) là nguồn gốc của một số cuộc tranh cãi kịch liệt trong giới nghiên cứu UFO, và những trường hợp khả nghi này thuộc về nhóm nhân viên Không quân và Sandia chẳng bao giờ được xác minh đầy đủ.